# 华南游击队
华南游击队，是对中国抗日战争时期，中国共产党在华南地区的游击队的统称。

## 部队序列

### 1940年
- 广东人民抗日游击第3大队，队长曾生，政委林平。
- 广东人民抗日游击第5大队，队长王作尧，政委林平。
- 广东市郊游击第2支队，司令吴勤。
- 琼崖人民抗日自卫团独立总队，总队长兼政委冯白驹，3000人（1940年9月）[1]。

### 1942年
- 广东人民抗日游击总队，队长曾生，政委林平，1500余人（1942年初）。
- 广东市郊游击第2支队，司令林锵云，政委罗范群。
- 琼崖人民抗日自卫团独立总队，总队长兼政委冯白驹[1]。